# Аояма Тосіхіро
Тосіхіро Аояма (яп. 青山 敏弘; нар. 22 лютого 1986, Курасікі) — японський футболіст, захисник клубу «Санфрече Хіросіма» та національної збірної Японії.

## Клубна кар'єра
У дорослому футболі дебютував 2004 року виступами за команду клубу «Санфречче Хіросіма», кольори якої захищає й донині, провівши у її складі понад 200 ігор чемпіонату Японії.

## Виступи за збірну
2013 року дебютував в офіційних матчах у складі національної збірної Японії. Відтоді провів у формі головної команди країни 2 матчі.

## Статистика
Статистика виступів у національній збірній.
| Збірна Японії | Збірна Японії | Збірна Японії |
| Роки          | Ігри          | голи          |
| ------------- | ------------- | ------------- |
| 2013          | 3             | 0             |
| 2014          | 4             | 0             |
| 2015          | 1             | 1             |
| Усього        | 8             | 1             |

## Титули і досягнення
- Чемпіон Японії: 2012, 2013, 2015
- Володар Суперкубка Японії: 2008, 2013, 2014, 2016
- Володар Кубка Джей-ліги: 2022

Збірні
- Переможець Кубка Східної Азії: 2013
- Срібний призер Кубка Азії: 2019